# Opel Karl
L'Opel Karl est un modèle d'automobile produite par le constructeur automobile allemand Opel de 2015 à 2019,. Remplaçante de l'Opel Agila, elle est fondée sur la plate-forme de la deuxième génération de la Chevrolet Spark avec laquelle elle partage nombre d'éléments techniques. En Grande-Bretagne, elle est vendue sous la marque Vauxhall et porte le nom Viva. La Karl est fabriquée par GM-Daewoo à Changwon en Corée du Sud.
Reconnue pour sa mise au point aboutie, la Karl Rocks a été choisie par le constructeur automobile vietnamien VinFast pour en faire la base de son futur modèle citadin. L'accord signé avec General Motors prévoit l'assemblage des modèles en Corée du Sud aux côtés des Karl et Spark avant d'être transféré dans l'usine VinFast de Haiphong courant 2019.
La production de la Karl est arrêtée en mars 2019, mais le modèle reste produit sous le nom de VinFast Fadil pour le marché vietnamien, où il devient rapidement l'un des modèles les plus vendus du pays.

## Origines du nom

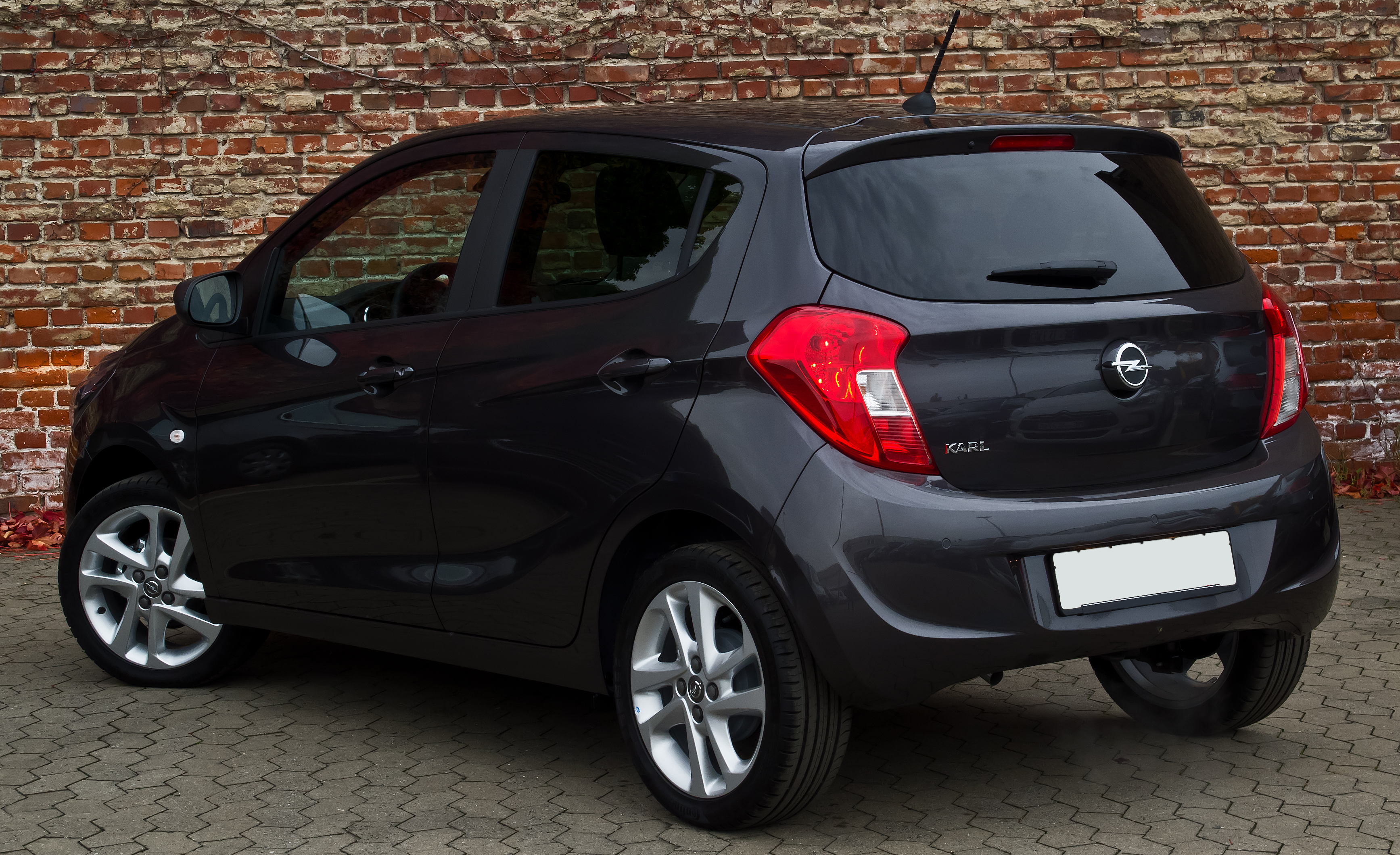
Opel Karl vue arrière

Pour marquer la rupture avec ses précédents modèles de citadines développées en collaboration avec Suzuki, Opel n'a pas repris le nom Agila mais a choisi Karl, du nom d'un des fils du fondateur Adam Opel.

## Motorisations

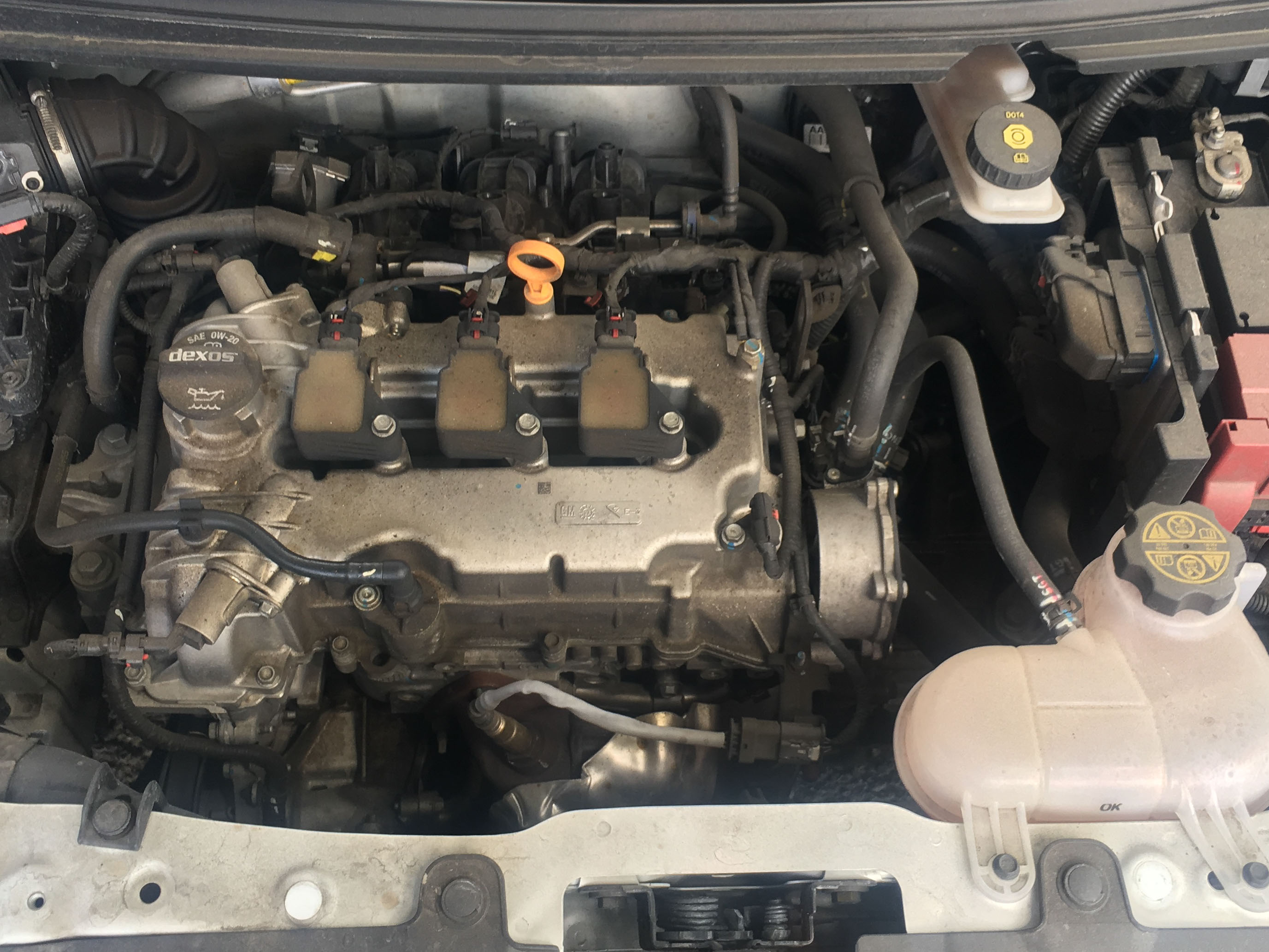
Moteur trois-cylindres d’une cylindrée de 1,0 litre

Alors que l'Agila était disponible en motorisation diesel, la Karl est uniquement disponible en version essence.
Elle inaugure un nouveau moteur trois-cylindres atmosphérique d’une cylindrée de 1,0 litre, dérivé du moteur 1.0 SIDI déjà vu dans l'Adam. Elle peut être équipée d'une boîte de vitesses robotisée « Easytronic » en option selon les versions.

## Finitions

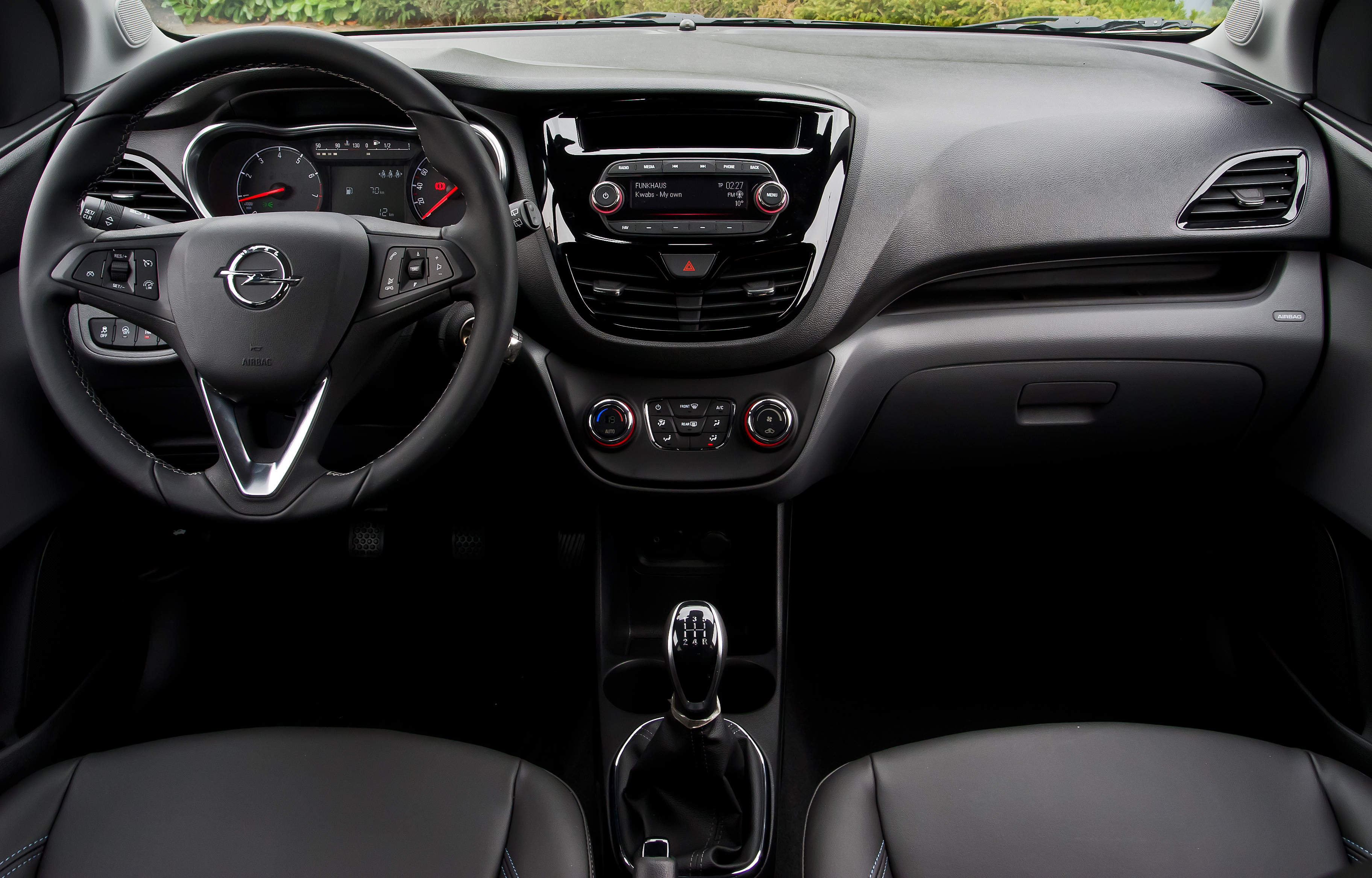
Intérieur

Malgré un tarif dans la moyenne basse de la catégorie, l’intérieur de la Karl est plutôt valorisant et salué pour sa qualité d'assemblage malgré l’utilisation de matériaux rigides. Pour limiter au maximum les risques d’apparition de vibrations et les défauts d’ajustement, Opel a d’ailleurs conçu la partie supérieure de la planche de bord d’un seul tenant. Le résultat, visuellement parlant, est donc appréciable et flatteur[réf. nécessaire].
Fin 2016 sont lancées l'Opel Karl Rocks et la Vauxhall Viva Rocks, dont le design est inspiré de l'univers des baroudeurs. Le designer de cette déclinaison est Quentin Huber.

## VinFast Fadil
Le constructeur automobile vietnamien VinFast a produit sa première voiture citadine, la VinFast Fadil sur la base de l'Opel Karl Rocks. La calandre avant de la voiture est restylée pour mieux correspondre à l'identité de la marque,. Sa production a commencé dans l'usine de fabrication VinFast à Haïphong en 2019,.
Le véhicule devient rapidement au Vietnam, jusqu'à devenir la voiture la plus vendue du pays en 2021.

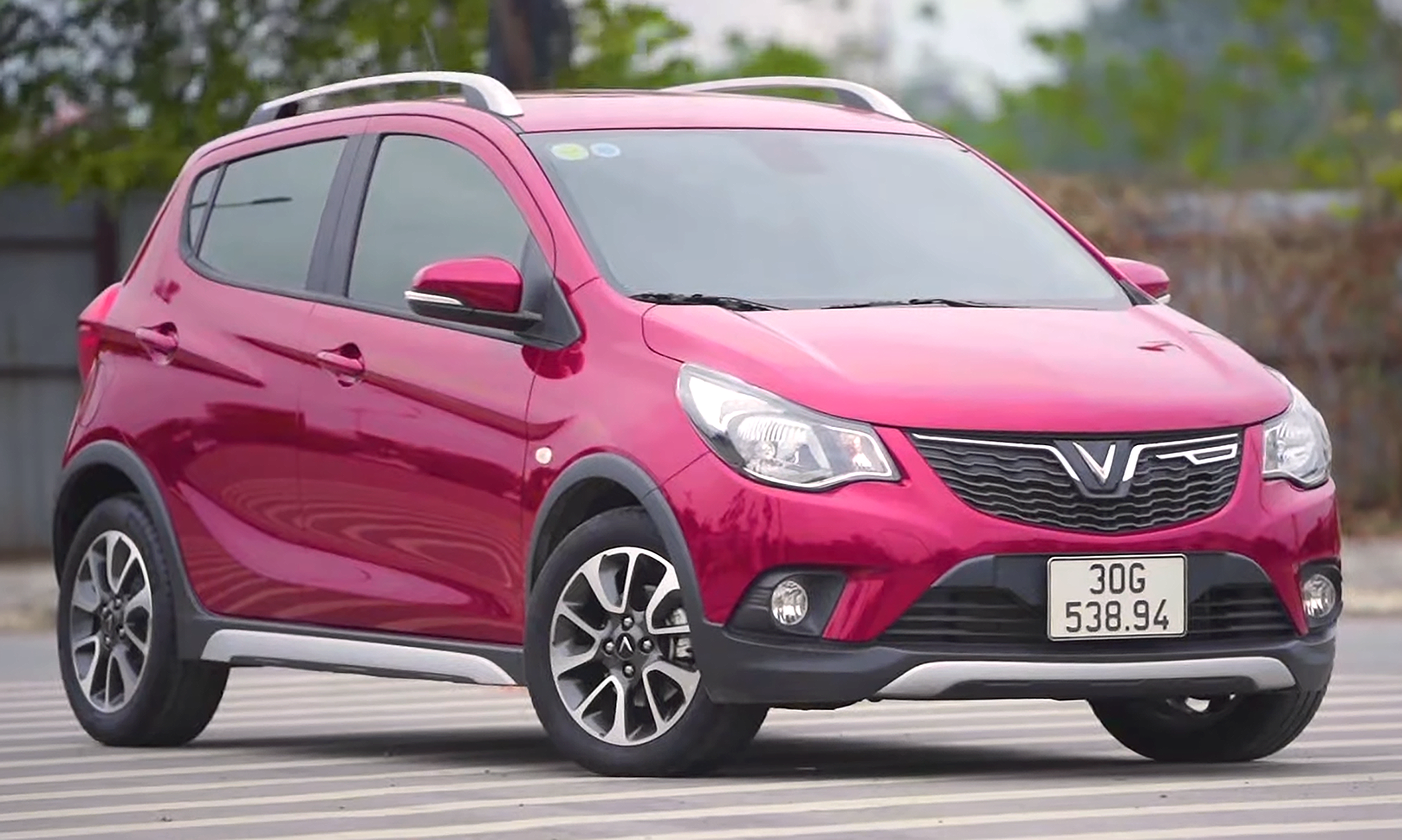
VinFast Fadil de 2020
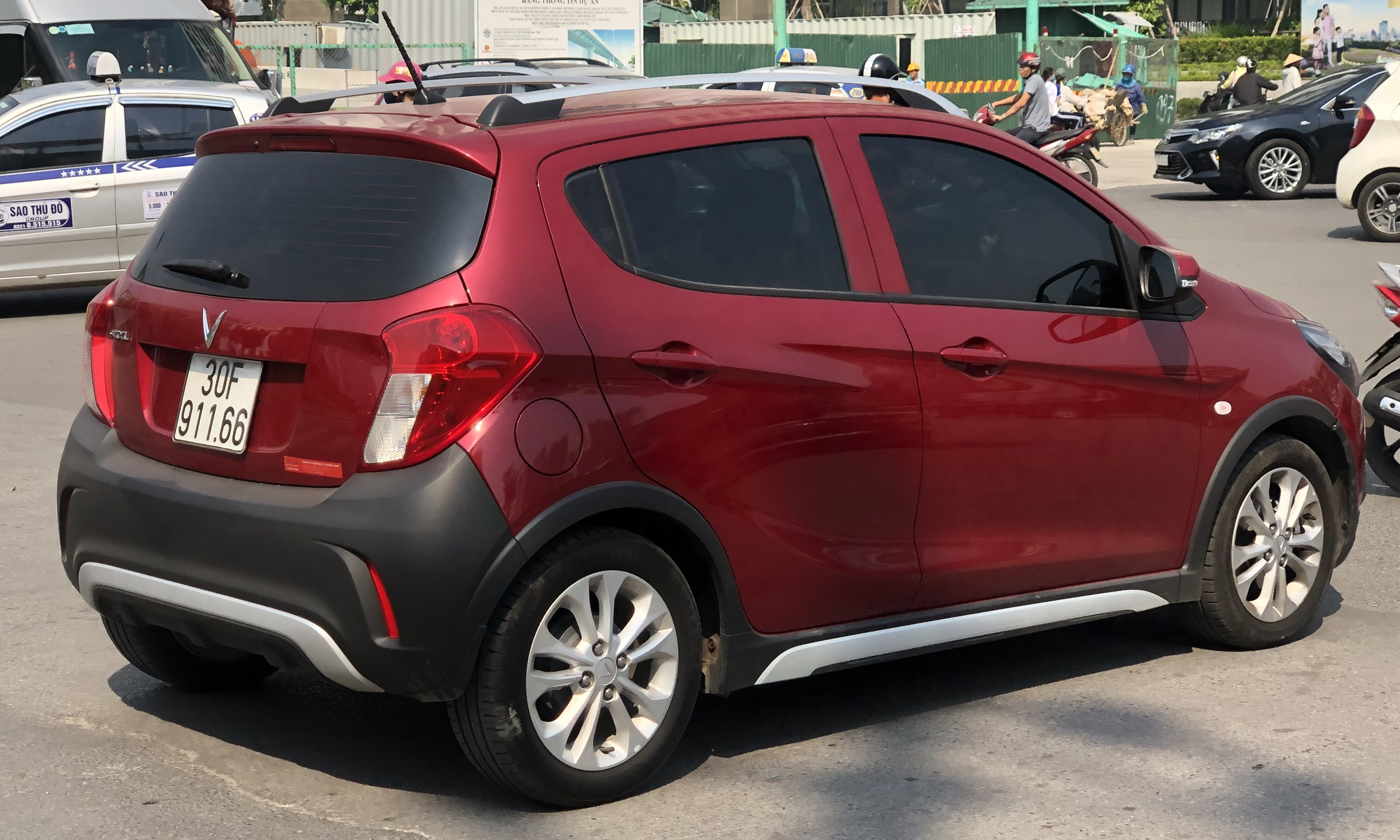
2019 VinFast Fadil de 2019
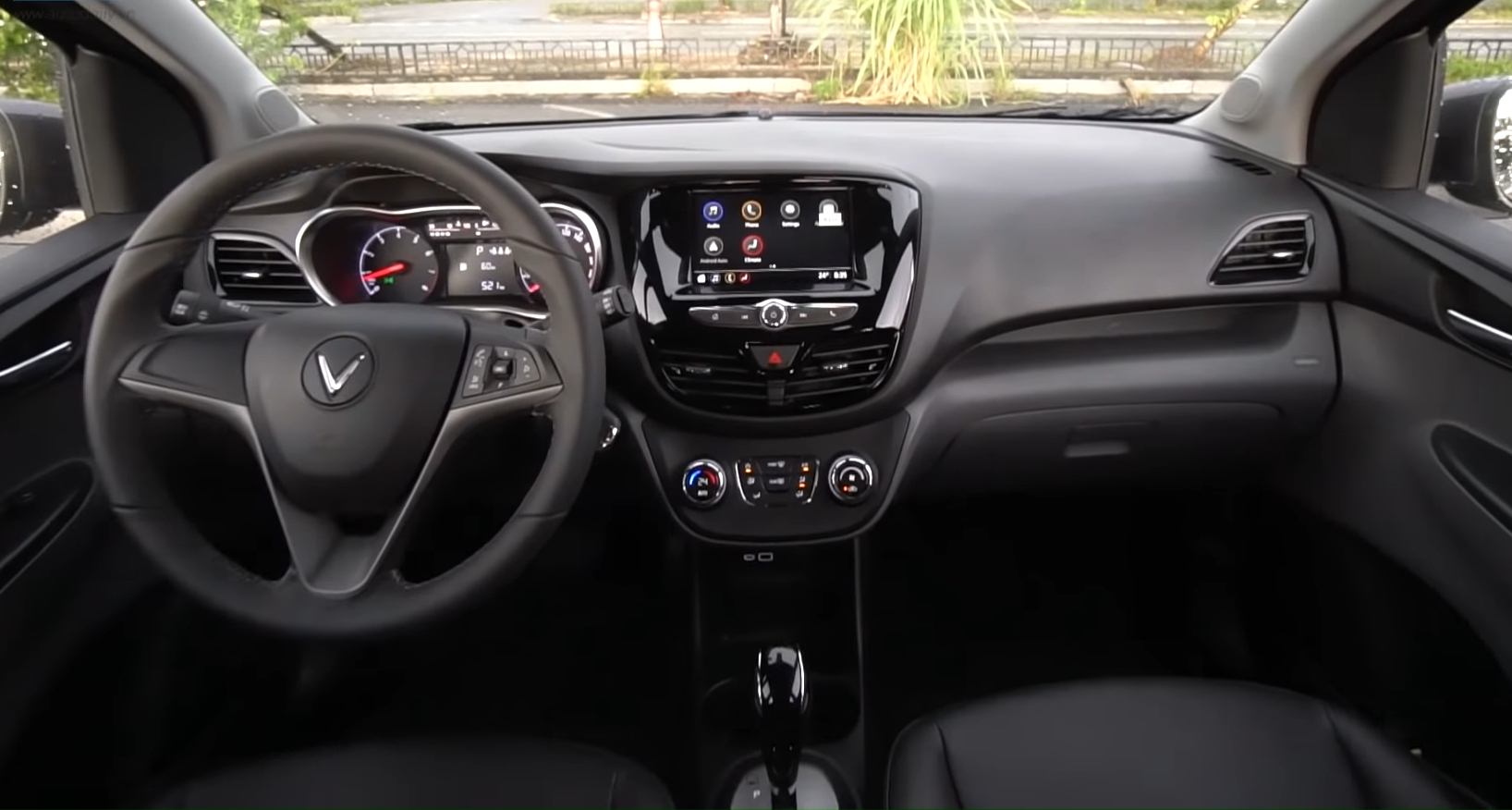
Intérieur

## Ventes
| Année | Europe    | Vietnam       |
| Année | Karl/Viva | VinFast Vadil |
| ----- | --------- | ------------- |
| 2014  | 11        |               |
| 2015  | 28 638    |               |
| 2016  | 57 458    |               |
| 2017  | 49 516    |               |
| 2018  | 48 292    |               |
| 2019  | 47 504    |               |
| 2020  |           | 18 316        |
| 2021  |           | 24 128        |